# Љубав и освета
Љубав и освета (тур. Menekşe ile Halil) турска је телевизијска серија, снимана 2007. и 2008.
У Србији је 2012. емитована на телевизији Пинк.

## Синопсис
Прелепа Менекше рођена је у Турској, али живи у Берлину и осећа се као права Немица. Са друге стране, њена породица Догантурк потпуно је затворена и конзервативно окрутна. Иако њен отац с' годинама лагано попушта са својим терором, његов млађи син преузима улогу породичног вође. Менекшин млађи брат Кадир покушава да игра очеву ауторитативну улогу, док је старији брат Јусуф потпуно другачији. Иако поштује њихове обичаје, Јусуф је велики присталица промена. 
Хасан ће договори Менекшин брак са Мустафом, Кадировим пријатељем из војске. Кад Менекше буде дознала за његову одлуку о договореном венчању, доживеће шок. Упркос наметнутој судбини Менекшино срце припада Халилу, са којим заједно ради у посластичарници. Халил увек проналази нове начине како да остане насамо с лепом Менекше. Њихова љубав из дана у дан све више расте. Но ипак долази дан када се Менекше мора удати за Мустафу. Менекше своју тужну судбину крије од Халила, страхујући да му се нешто не би догодило. Ипак Менекше попушта и удаје се за Мустафу, а када Халил то буде дознао, одлучиће да спаси своју вољену. 
На прву брачну ноћ, Менекше ће покушати да се одупре Мустафи, који ће је због тога казнити батинама. Унесрећену и напаћену Менекше, њена бака саветује да побегне у Истанбул и пронађе своје рођаке Балџи. Менекше се одлучује на бег. Породица Балџи притом не зна ништа о стварној ситуацији. Менекше ће их слагати да је дошла у Истанбул како би нашла посао, али крије од њих све оно што се заправо догодило. Ипак након неког времена Јусуф, Кадир и Мустафа проналазе Менекше. Отац породице Балџи сматра како је исправно да им каже где се она налази. Но чим Кадир буде дознао адресу, доћи ће са оружјем и једином намером – да убије своју сестру која је осрамотила породицу...

## Улоге
| Глумац:          | Улога:            |
| ---------------- | ----------------- |
| Седеф Авџи       | Менекше Догантурк |
| Киванч Татлитуг  | Халил Туглук      |
| Хасан Кучукчетин | Мустафа Генч      |
| Мурат Далтабан   | Митхат Атеш       |
| Џанер Џандарли   | Кадир Догантурк   |
| Јилдиз Култур    | Зариф Догантурк   |
| Мехмет Чевик     | Хасан Догантурк   |
| Екин Туркмен     | Зејнеп Сонмез     |
| Гокчер Генч      | Омер Сејлан       |
| Фират Таниш      | Јусуф Догантурк   |
| Негис Кокарчи    | Сухејла Догантурк |
| Тамај Килич      | Лале Догантурк    |
| Гулше Угурлу     | Емине Дегирмен    |
| Бегум Бенијан    | Сема Атеш         |
| Езги Асароглу    | Канај Балчи       |
| Гулшах Ертугрул  | Ајсел Ајшан       |
| Сејхан Арман     | Џиџи              |
| Мечит Керванчи   | Хилми             |
| Сердар Горсус    | Исмет             |
| Нуман Ачар       | Мехмет            |
| Толга Акман      | Синан             |
| Садет Сун        | Филиз             |
| Каја Ердаш       | Кахвечи           |
| Фатош Зилан      | Зерин             |